# Izbica Kujawska (gromada)
Izbica Kujawska (także Izbica Kujawska II) – dawna gromada, czyli najmniejsza jednostka podziału terytorialnego Polskiej Rzeczypospolitej Ludowej w latach 1954–1972.
Gromady, z gromadzkimi radami narodowymi (GRN) jako organami władzy najniższego stopnia na wsi, funkcjonowały od reformy reorganizującej administrację wiejską przeprowadzonej jesienią 1954 do momentu ich zniesienia z dniem 1 stycznia 1973, tym samym wypierając organizację gminną w latach 1954–1972.
Gromadę Izbica Kujawska z siedzibą GRN w Izbicy Kujawskiej (wówczas wsi, nie wchodzącej w skład gromady) utworzono – jako jedną z 8759 gromad na obszarze Polski – w powiecie kolskim w woj. poznańskim, na mocy uchwały nr 24/54 WRN w Poznaniu z dnia 5 października 1954. W skład jednostki weszły obszary dotychczasowych gromad Augustynowo, Pasieka, Świszewy i Zakręty ze zniesionej gminy Izbica Kujawska w tymże powiecie. Dla gromady ustalono 10 członków gromadzkiej rady narodowej.
1 stycznia 1958  do gromady Izbica Kujawska włączono miejscowości Chociszewo, Czeremcha, Długie, Felicyn, Góralewo, Góry A, Góry Komorowskie, Józefin, Komorowo, Kowalewo, Plebanka, Przepiórowo, Pustynia, Tymień, Widły Długie i Wólka Komorowska ze zniesionej gromady Wólka Komorowska w tymże powiecie. Tego samego dnia siedziba gromady Izbica Kujawska – Izbica Kujawska – otrzymała status osiedla.
1 stycznia 1960 do gromady Izbica Kujawska włączono obszary zniesionych gromad Mchówek i Sokołówek w tymże powiecie.
1 stycznia 1962 z gromady Izbica Kujawska wyłączono obszary jezior Modzerowskie i Długie o powierzchni 220 ha, włączając je do gromady Brdów w tymże powiecie; do gromady Izbica Kujawska włączono natomiast miejscowości Góry B, Ignacewo, Nowa Wieś, Słubin i Śmielnik ze znoszonej gromady Mieczysławowo tamże.
1 stycznia 1970 do gromady Izbica Kujawska przyłączono z osiedla Izbica Kujawska w tymże powiecie tereny o powierzchni 536 ha.
31 grudnia 1971 do gromady Izbica Kujawska włączono obszar zniesionej gromady Błenna oraz miejscowości Gaj Stolarski, Mieczysławowo, Modzerowo i Świętosławice ze zniesionej gromady Brdów w tymże powiecie.
Gromada przetrwała do końca 1972 roku, czyli do kolejnej reformy gminnej. 1 stycznia 1973 Izbica Kujawska odzyskała utracone w 1870 roku prawa miejskie Tego samego dnia w powiecie kolskim reaktywowano zniesioną w 1954 roku gminę Izbica Kujawska, ze wspólną radą narodową dla miasta i gminy Izbica Kujawska.  1 lutego 1991 obie jednostki połączono. Od 1999 gmina Izbica Kujawska należy do powiatu włocławskiego w woj. kujawsko-pomorskim.